# NGC 736
NGC 736 je galaxie v souhvězdí Trojúhelníku. Její zdánlivá jasnost je 12,2m a úhlová velikost 1,5′ × 1,5′. Je vzdálená 188 milionů světelných let. Galaxii objevil 12. září 1784 William Herschel.

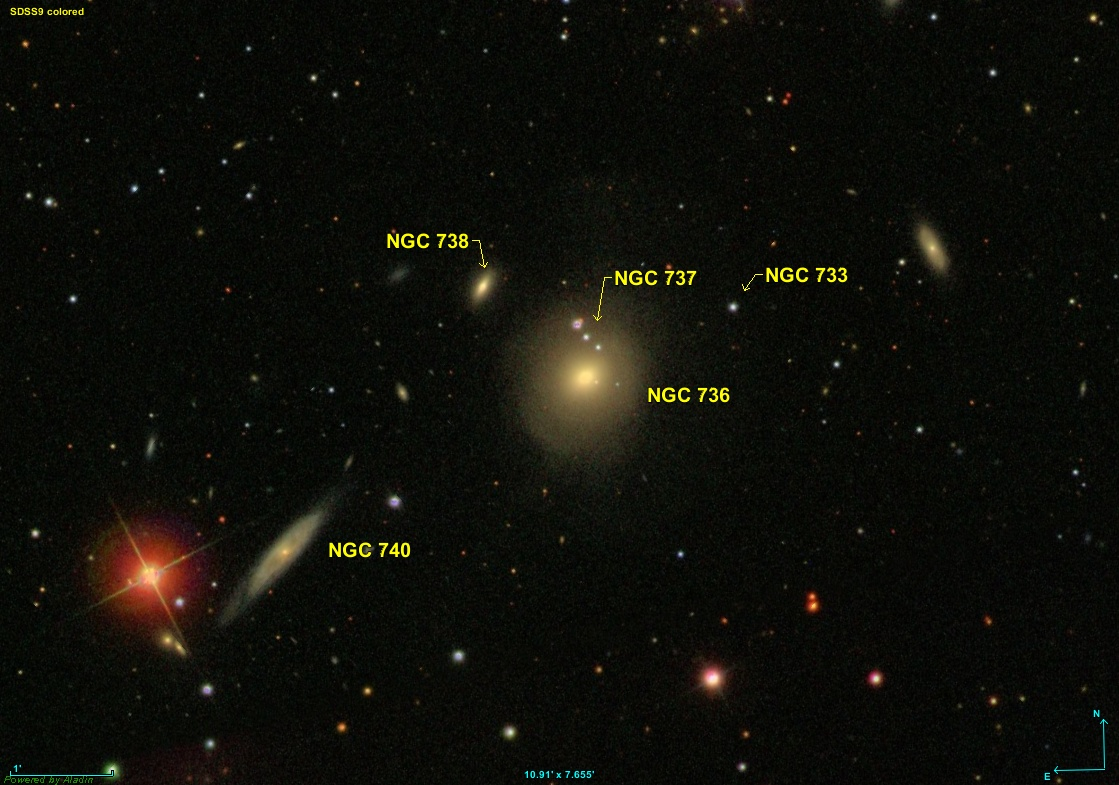
NGC 736 s okolními galaxiemi NGC 738 a NGC 734